# Maral-Erdene Batmunkh
Maral-Erdene Batmunkh (Província de Khövsgöl, 15 d'octubre del 1994) és un ciclista mongol professional des del 2013 i actualment a l'equip Terengganu Cycling Team.

## Palmarès
- 2016
  - Campió d'Àsia sub-23 en contrarellotge
  -  Campió de Mongòlia en contrarellotge
  -  Campió de Mongòlia sub-23 en contrarellotge
- 2017
  -  Campió de Mongòlia en contrarellotge
  - Vencedor d'una etapa al Tour de Tochigi
- 2019
  - Vencedor d'una etapa al Tour de Tailàndia
  - Vencedor d'una etapa al Tour de l'Ijen